# 3 Türken und ein Baby
3 Türken und ein Baby (Brasil: 3 Turcos e um Bebê ) é um filme alemão do género comédia, realizado e escrito por Sinan Akkuş, e protagonizado por Kostja Ullmann, Kida Ramadan, Eko Fresh e Jytte-Merle Böhrnsen. Estreou na Alemanha a 22 de janeiro de 2015.

## Elenco
- Kostja Ullmann como Celal Yildiz
- Kida Ramadan como Sami Yildiz
- Eko Fresh como Mesut Yildiz
- Jytte-Merle Böhrnsen como Anna Kemper
- Clara como bebé Nala
- Axel Stein como Gunnar Caro
- Frederick Lau como Matthias
- Rainer Ewerrien como Sven
- Dagmar von Kurmin como Elena Krause
- Christoph Maria Herbst como chefe de operações
- Bodo Bach como vizinho
- Anna Böger como Laura
- Jacob Matschenz como Caspar
- Hans Sarpei como Balthasar
- Simon Desue como rapaz da piscina
- Joyce Ilg como mulher do parque infantil
- Alexander Beyer como Holzapfel
- Stefan Lampadius como farmacêutico
- Jörg Schäfer como chefe
- Dieter Rupp como oficial de justiça
- Sinan Akkuş como agente da polícia
- Celo e Abdi como concessionários
- Sabine Wackernagel como médica